# Мазун
Мазун был сасанидской провинцией в поздней античности, соответствующей современным Бахрейну, Катару, Объединённым Арабским Эмиратам и северной половине Омана. Провинция служила форпостом империи Сасанидов и сыграла важную роль в усилиях Сасанидов по установлению контроля над торговлей в Индийском океане и установлению своего господства в богатых регионах Хадрамаута и Йемена.
В VI веке провинцией правили вассалы и союзники Сасанидов, Лахмиды.

## История
В 240-х годах Восточная Аравия была завоевана Ардаширом I (годы правления 224—242), которая вошла в провинцию Мазун. Согласно «Шахрестаниха и Эраншахр» VIII века, Ардашир назначил некоего Ошага Хагара марзбаном (генералом пограничной провинции, «маркграфом») над местами «До-сар и Борг-гиль у стены арабов». Он также депортировал известное племя Азд из Омана в Шихр на побережье Хадрамаут. В детстве шаха Шапура II (ок. 309—379) арабские кочевники совершили несколько набегов на сасанидскую цитадель Парс, где разграбили город Гор и его окрестности. Кроме того, они совершили набеги на Мешан и Мазун. В возрасте 16 лет Шапур II возглавил поход против арабов; прежде всего поход против племени иядов) в Ассуристане, а после этого он пересёк Персидский залив, достигнув восточной Аравии. Он продолжал нападать на племя Бану Тамим в горах Эль-Хаджар. Сообщается, что Шапур II убил большое количество арабского населения и уничтожил их запасы воды, засыпав их колодцы песком.
После противостояния с арабами Восточной Аравии продолжил свою экспедицию в Западную Аравию и Сирию, где напал на несколько городов — зашёл даже в Медину. Из-за его жестокого обращения с арабами его также называли Зуль Актаф — «тот, кто пронзает плечи». Шапур II не только усмирил арабов в Персидском заливе, но и вытеснил многие арабские племена вглубь Аравийского полуострова. Кроме того, он также силой депортировал некоторые арабские племена; Таглиб в Бахрейне и Хатте; Бану Абдул Кайс и Бану Тамим в Хагару; Бану Бакр в Кирман, а Бану Ханзала в место близ Хормизда Ардашира. Сасанидские гарнизоны были размещены на стратегическом побережье Омана в районе Эль-Батина, включая оконечность полуострова Мусандам, Сохар и Рустак. Шапур II, чтобы предотвратить новые набеги арабов на его страну, приказал построить стену возле Аль-Хира, которая стала известна как вар-и тазиган («стена арабов»).
Если Восточная Аравия оказалась под более жестким контролем Сасанидов, создание гарнизонных войск Сасанидов открыло путь зороастризму. Доисламские арабские поэты часто упоминают зороастрийские обычаи, с которыми они, должно быть, соприкоснулись в Ассирии или Восточной Аравии. В 531/2 г. шах Хосров I (годы правления 531—579) назначил лахмидского царя аль-Мунзира III ибн аль Нумана правителем Мазуна.
Позднесасанидский форт был недавно раскопан в Фулайдже, Оман.